# Thelicentrus xizangensis
Thelicentrus xizangensis är en insektsart som beskrevs av Yuan och Xiaolong Cui 1988. Thelicentrus xizangensis ingår i släktet Thelicentrus och familjen hornstritar. Inga underarter finns listade i Catalogue of Life.